# Zygmunt Bezubik
Zygmunt Bezubik (ur. 7 marca 1927, zm. 28 grudnia 1989) – polski działacz partyjny i państwowy, przewodniczący Prezydium Miejskiej Rady Narodowej w Białymstoku (1965–1972).

## Życiorys
Ukończył szkołę mistrzów tkackich (1950) i technikum włókienniczego w Łodzi (1957). Od 1941 pracował w fabryce włókienniczej, zajmował stanowisko kontrolera technicznego. W 1956 zatrudniony w Białostockich Zakładach Przemysłu Włókienniczego „Sierżana”. W latach 50. został kierownikiem i sekretarzem Wydziału Ekonomicznego Komitetu Miejskiego Polskiej Zjednoczonej Partii Robotniczej w Białymstoku. W 1960 wszedł w skład egzekutywy tegoż Komitetu Miejskiego. Od 1964 do połowy 1972 zajmował stanowisko przewodniczącego Prezydium Miejskiej Rady Narodowej w Białymstoku. W latach 1972–1978 dyrektor Białostockich Zakładów Garbarskich.
Został pochowany na cmentarzu miejskim przy ul. Wysockiego w Białymstoku.